# Raport z Polski
Raport z Polski – magazyn reporterski w TVP3, produkowany przez TVP3 Warszawa, w którym pokazywane są problemy i absurdy zwykłych ludzi. Program ten był nadawany na antenie TVP Info od początkowego czasu nadawania tej stacji do 31 sierpnia 2013. Nadawany do końca 2014r. o 16:00 od poniedziałku do piątku. Od stycznia 2015 program jest dłuższy o 15 minut i pokazywany o 15:45. W programie także są zaproszeni goście. Od 15 czerwca program znów trwał 25 minut, a od 7 września została zmieniona pora emisji, od poniedziałku do piątku o 17:30. 4 stycznia 2016 program ponownie przeniesiono, tym razem na godz. 6:15 i wydłużono do 40 minut. Od 29 lutego 2016 program jest emitowany o 8:45 i skrócony do ok. 25 minut.

## Formuła magazynu
Magazyn ten od zwykłego magazynu reporterskiego różni się tym, że są w nim pokazywane materiały z  programów informacyjnych ośrodków regionalnych Telewizji Polskiej.